# Das Historisch-Politische Buch
Das Historisch-Politische Buch (HPB) ist eine seit 1953 erscheinende Rezensionszeitschrift und wird im Auftrag der Ranke-Gesellschaft, Vereinigung für Geschichte im öffentlichen Leben e. V. seit 2003 herausgegeben vom Kölner Historiker Jürgen Elvert. 
Verlegt wurde die Zeitschrift zwischen 1953 und 2017 (Heft 2) im Muster-Schmidt Verlag, Sudheim. Seither erscheint sie im Verlag Duncker & Humblot, Berlin. Zu den Gründungsherausgebern der Zeitschrift zählten Otto Becker, Otto Brunner, Ernst Forsthoff, Günther Franz, Gustav Adolf Rein, Helmut Schelsky, Wilhelm Schüßler, Bertold Spuler und Reinhard Wittram. In den 1970er Jahren übernahm der Stuttgarter Agrarhistoriker Günther Franz die alleinige Herausgeberschaft, die er 1988 an den Kieler Historiker Michael Salewski übergab. 
Über 1000 namhafte Wissenschaftler tragen regelmäßig zur Zeitschrift bei. In den meist nur kurzen Besprechungen werden jährlich über 1000 Neuerscheinungen aus den Gebieten der Geschichts- und der Politikwissenschaft sowie angrenzenden Disziplinen vorgestellt. Die Zeitschrift erscheint vierteljährlich als Print- und Online-Ausgabe. Sie will dem Fachpublikum, aber auch historisch und politisch interessierten Laien eine Orientierung auf dem Buchmarkt bieten. Die enthaltenen Besprechungen fassen den Inhalt des vorgestellten Buches knapp zusammen, nehmen kritisch Stellung zu diesem und ordnen das Werk in den Forschungszusammenhang ein.